# Alon Yefet
Alon Yefet (in ebraico אלון יפת‎?; Natanya, 1º settembre 1972) è un arbitro di calcio israeliano.

## Carriera
Alon Yefet riceva la nomina ad internazionale il 1º gennaio 2001 e subito inizia ad essere impiegato dall'UEFA.
Fa il suo esordio in un turno preliminare di Champions League già nel luglio dello stesso anno, e poco dopo dirige anche una partita valida per il primo turno di Coppa UEFA.
In questo primo periodo da internazionale dirige anche alcune partite tra nazionali Under-21, valide per le qualificazioni ai campionati di categoria.
Fa il suo esordio in una gara tra nazionali maggiori il 29 marzo del 2003, dirigendo un'amichevole tra Portogallo e Brasile. Successivamente, sempre nel campo delle nazionali, dirige partite valide per le qualificazioni agli Europei del 2004.
Nel 2004 partecipa agli Europei Under-19 in Svizzera, dove dirige due partite della fase a gironi.
Nel febbraio del 2005 ottiene per la prima volta la designazione per un sedicesimo di finale di Coppa UEFA. Nel novembre dello stesso anno fa il suo esordio nella fase a gironi della Champions League, dirigendo un match tra Club Bruges e Rapid Vienna: è la prima volta in assoluto per un arbitro di nazionalità israeliana.
L'anno successivo è chiamato a dirigere agli Europei Under-21 in Portogallo: anche in questa occasione arbitra due partite della fase a gironi.
Successivamente, a livello di nazionali dirige gare valide per le qualificazioni agli Europei del 2008 e ai Mondiali del 2010.